# Acaena huttonii
Acaena huttonii é uma espécie de rosácea do gênero Acaena, pertencente à família Rosaceae.